# 만쥬한봉지
만쥬한봉지는 대한민국의 인디 밴드이다. 2013년에 싱글 앨범 《밤고양이》로 데뷔했다.